# Couleur commune
Couleur commune (gemeenschappelijke kleur) is een Frans begrip dat verwijst naar het aanpassen van individuen aan de gemeenschappelijke interesses van een zeer afgebakende groep (assemblage).
Het betreft dan vaak een kleine groep mensen (bijv. vijf tot twintig personen). Dit concept is vergelijkbaar met het idee van couleur locale binnen de culturele geografie, waarbij de identiteit van een gemeenschap wordt bepaald door haar tradities, gebruiken en taal. Het concept van couleur commune wordt vaak gebruikt in groepsdynamische studies en sociale psychologie om de manier waarop mensen zich gedragen in groepen te onderzoeken. Volgens dit principe hebben mensen de neiging om zich aan te passen aan de interesses van de groep om de harmonie en samenwerking binnen de groep te bevorderen.
In de antropologie wordt het concept van couleur commune gezien als een voorbeeld van de manier waarop individuen zich aanpassen aan hun omgeving en de sociale structuur waarbinnen zij functioneren. Dit gebeurt vaak op een onbewust niveau en is gericht op het bevorderen van de harmonie en samenwerking binnen de groep. In de sociologie wordt couleur commune beschouwd als een vorm van groepsidentiteit die ontstaat uit de gezamenlijke interesses en de sociale interactie tussen groepsleden. Het concept is van invloed op de manier waarop mensen communiceren, beslissingen nemen en samenwerken in een groepsomgeving.

## Groepsdynamica
Het effect van couleur commune is dat de onderwerpen en het traject van onderwerpen die worden besproken tijdens een groepsessie leidend zijn voor de identiteit van de groep. Hierdoor kan de groep zich ontwikkelen en veranderen naarmate de onderwerpen veranderen en de interesses van de groepsleden verschuiven. Couleur commune kan worden gezien als een belangrijk aspect van sociale interactie en groepsdynamiek. Het is van invloed op de manier waarop mensen communiceren, beslissingen nemen en samenwerken in een groepsomgeving. Het begrijpen van dit concept kan helpen bij het verbeteren van de samenwerking en communicatie binnen groepen en kan bijdragen aan een positieve groepsdynamiek. Door het selectief uitkiezen van groepsleden blijft de couleur commune behouden en vertroebelt deze niet verder. Een cruciale voorwaarde van een couleur locale is daarom het duidelijk afbakenen van de groepskleur (bijv. in de statuten van een vereniging of de symbolische naam van een groep).

### Voorbeeld 1
- Wanneer een stedenbouwkundige en een planoloog in een gesprek komen, zal het gesprek al snel gaan over de ruimtelijke kwaliteit van een stad
- Wanneer een stedenbouwkundige, een planoloog en een milieu-wetenschapper in gesprek komen zal het gesprek al snel gaan over blauw-groene structuren in de stad
- Wanneer een stedenbouwkundige, een planoloog, een milieu-wetenschapper en een politicoloog in gesprek komen, zal het gesprek al snel gaan over groenbeleid in de binnenstad.
- Wanneer een stedenbouwkundige, een planoloog, een milieu-wetenschapper, een politicoloog en een historicus in gesprek komen, zal het gesprek al snel gaan over beleid op monumentaal groen.

### Voorbeeld 2
- Wanneer GroenLinks, D66 en VVD bij elkaar constructief in gesprek komen, zal het onderwerp al snel gaan over duurzame opgaven en transities.
- Wanneer D66, SGP en CU bij elkaar constructief in gesprek komen, zal het onderwerp al snel gaan over natuurbehoud en rentmeesterschap.
- Wanneer Partij voor de Dieren en BBB bij elkaar constructief in gesprek komen, zal het onderwerp al snel gaan over de menselijke omgang met dieren.

## Assemblage theorie
Het concept van couleur commune valt in lijn met de dynamiek vanuit de assemblage theorie vanuit Bruno Latour en Manuel DeLanda. Dit is een theoretisch kader binnen de filosofie en sociale wetenschappen dat zich richt op de dynamiek en relaties tussen verschillende elementen die samen een geheel vormen. Het concept van couleur commune kan ook worden begrepen vanuit de assemblage theory. Dit is een theoretisch kader binnen de filosofie en sociale wetenschappen dat zich richt op de dynamiek en relaties tussen verschillende elementen die samen een geheel vormen. In het geval van couleur commune gaat het om de assemblage van individuen die zich aanpassen aan elkaar op basis van gedeelde interesses. Het idee van couleur commune kan gebruikt worden in de politiek, waarbij het vormen van common ground en wisselende coalities centraal kan staan, maar dan moet de specifieke groepsidentiteit wel duidelijk afgebakend zijn.